# Groote Hengstdijkpolder
De Groote Hengstdijkpolder is een middeleeuwse polder waarin zich Hengstdijk bevindt. De polder behoort tot de Polders van Hontenisse en Ossenisse.
Mogelijk bestond de polder al vóór 1161, het jaar waarin hij voor het eerst werd vermeld. Ze is 424 ha groot.
In deze polder ligt het natuurgebied De Grote Putting, waar de oorspronkelijke perceelsindeling van de polder nog aanwezig is. Ook vindt men, in het westen van de polder, kreekrestant De Guil, een zijtak van de Oude Haven.
Naast het dorp Hengstdijk vindt men in het noordoosten van de polder nog de buurtschap Tasdijk.